# Cheongdo-gun

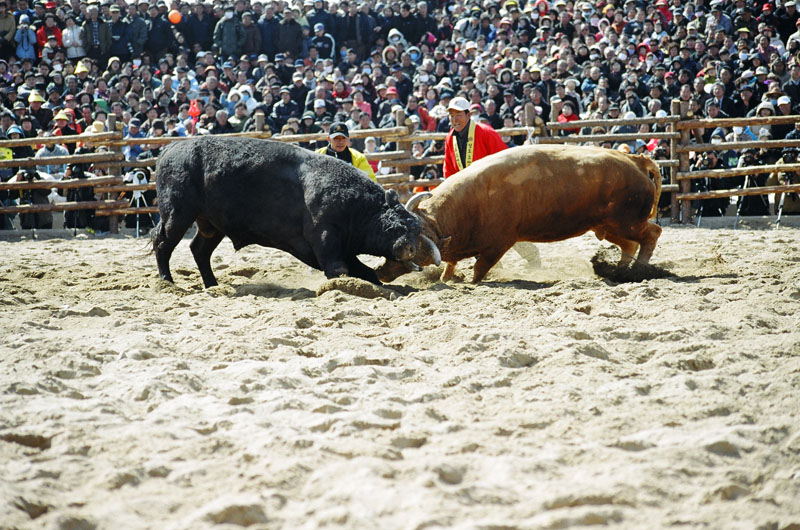
Landskommunen Cheongdo är berömt för sina årliga tjurkampsfestivaler.

Cheongdo-gun är en landskommun (gun) i den sydkoreanska provinsen Norra Gyeongsang. Folkmängden var 43 229 i slutet av 2009.
Kommunen har två köpingar (eup), Hwayang-eup, som är kommunens administrativa huvudort, och Cheongdo-eup, som är kommunens största ort. Dessutom finns sju socknar (myeon): 
Gakbuk-myeon,
Gangnam-myeon,
Geumcheon-myeon,
Iseo-myeon,
Maejeon-myeon,
Punggak-myeon och
Unmun-myeon.